# Hevert-Arzneimittel
Die Hevert-Arzneimittel GmbH & Co. KG ist ein mittelständisches deutsches Pharmaunternehmen mit Sitz in Nußbaum bei Bad Sobernheim, Rheinland-Pfalz, das Homöopathika, pflanzliche Arzneimittel sowie Mikronährstoffpräparate herstellt.

## Produkte
Die Produktpalette von Hevert umfasst homöopathische Einzel- und Komplexmittel, Phytopharmaka, Mikronährstoff- und Vitaminpräparate. Für Ärzte und Heilpraktiker bietet die Firma neben Tabletten und Tropfen auch Injektionslösungen an. Mit über 100 vertriebenen Präparaten zählt sich die Firma selbst zu den führenden deutschen Herstellern „von homöopathischen und pflanzlichen Arzneimitteln sowie von Mikronährstoffpräparaten“.

## Geschichte
Das Unternehmen wurde 1956 von Emil Hevert in Sobernheim als Hesopharm Pharmazeutische Erzeugnisse gegründet. Viele der Arzneimittel entstanden in Zusammenarbeit mit Schülern von Emanuel Felke, einem Mitbegründer der Komplexmittelhomöopathie. Hevert hatte vor der Gründung des eigenen Unternehmens bei Richard Mauch & Co. gearbeitet. Mauch hatte Emil Hevert mit den Methoden und Heilmitteln Pastor Felkes bekannt gemacht, der in seinen letzten Lebensjahren eng mit Richard Mauch befreundet war und sich von diesem ab 1922/23 seine Felke-Komplexmittel hat herstellen lassen.
Nach einem Rechtsstreit mit dem Unternehmen Helopharm aus Berlin wurde der Name der Firma 1963 in Hevert-Arzneimittel geändert. Nach dem frühen Tod des Firmengründers wurde es vorübergehend von seiner Frau Dorothea Hevert weitergeführt, bis im Jahr 1972 der Sohn der Gründer, der promovierte Mediziner und Pharmazeut Wolfgang Hevert, die Leitung des Unternehmens übernahm. Als Wolfgang Hevert 2003 im Alter von 55 Jahren starb, übernahm sein ältester Sohn Mathias Hevert die Leitung der Firma. Seit 2014 ist auch sein Bruder Marcus Hevert Geschäftsführer.
Seit 2006 stiftet Hevert-Arzneimittel zweijährlich einen mit 10.000 Euro dotierten Dr. Wolfgang Hevert Preis für „Veröffentlichungen, die sich mit Grundlagenforschung, klinischen Prüfungen, Therapiekonzepten oder besonderen Fallbeschreibungen auf dem Gebiet der Ganzheitsmedizin, wie beispielsweise der Naturheilkunde oder Homöopathie, befassen“.

## Geschäftszahlen
Im Jahr 2005 hatte die Hevert-Arzneimittel GmbH & Co. KG 95 Mitarbeiter und erzielte einen Umsatz in Höhe von 16 Millionen Euro. 2013 konnte dieser auf über 20 Millionen Euro gesteigert werden. Bis 2018 stieg er auf 29,7 Millionen Euro.

## Rechtsstreitigkeiten, Kontroversen und Kritik
2012 wurde bekannt, dass Hevert und andere Sponsoren (Staufen Pharma, WALA Heilmittel, Weleda, Deutsche Homöopathie-Union und Biologische Heilmittel Heel) verschiedene Blogs des Lobbyisten Claus Fritzsche finanzierten, die auf den digitalen Rufmord Homöopathie-kritischer Wissenschaftler und Journalisten angelegt waren. Opfer dieser Websites, die alle gegenseitig aufeinander verlinkten, waren zum Beispiel der Journalist Max Rauner oder der Forscher Edzard Ernst.
Die Nichtzulassungsbeschwerde von Hevert im Jahr 2016 gegen ein Urteil des Oberlandesgerichts Koblenz, in dem die für die Bewerbung von Calmvalera genutzte Aussage „homöopathische Arzneimittel fördern die Selbstheilungskräfte“ wegen unzureichender Belege untersagt worden war, nahm der BGH nicht an. (Az.: I ZR 36/16).
Im Jahr 2017 entschied der Bundesgerichtshof, dass Heverts Präparat Sinusitis nicht mehr damit beworben werden darf, dass es „schnell und effektiv“ helfe. Für das sogenannte Komplexhomöopathikum Calmvalera untersagte das Gericht zudem die Werbebotschaft, es sei eine „effektive Unterstützung bei Schlafstörungen“. Erlaubt sind Hevert laut BGH-Entscheidung nur Aussagen, die auch tatsächlich von der Produktzulassung durch das Bundesinstitut für Arzneimittel und Medizinprodukte (BfArM) abgedeckt sind.
2019 versuchte das Unternehmen wegen „ungerechtfertigter Diskreditierungen“ von Homöopathie und „zum konstruktiven Austausch“ juristisch gegen den Journalisten Bernd Kramer, die Ärztin Natalie Grams sowie den Apotheker Gerd Glaeske vorzugehen und sorgte damit deutschlandweit für Aufsehen. Kramer wurde, bezugnehmend auf einen Homöopathie-kritischen Artikel von ihm in der TAZ, in einem anwaltlichen Schreiben von Hevert aufgefordert, „Homöopathie-abwertende Äußerungen in jeder Form, einschließlich von Veröffentlichungen, zukünftig zu unterlassen“. Eine Sprecherin des Pharma-Herstellers sagte, man bemühe sich auf diesem Wege „um einen konstruktiven Austausch mit dem Journalisten Bernd Kramer“.
Grams wurde in einer Unterlassungsabmahnung aufgefordert, nicht länger zu behaupten, die Wirksamkeit von Homöopathie gehe „nicht über den Placebo-Effekt hinaus“. Sonst drohe eine Vertragsstrafe von 5100 Euro. Grams hat dies nicht unterschrieben und stattdessen geantwortet, sie werde es sich „nicht nehmen lassen, den wissenschaftlichen Kenntnisstand zu referieren“, und sprach von einem „Versuch, Kritiker mundtot zu machen“. Mit seinem Vorgehen gegen Grams hat sich Hevert in den sozialen Netzwerken laut Tagesspiegel „mächtig Ärger eingehandelt“.
Glaeske wurde aufgefordert, die Aussage, dass „bei allen Mitteln, die homöopathisch daherkommen, ein Wirksamkeitsnachweis“ grundsätzlich fehle, zu unterlassen, da bei zugelassenen homöopathischen Mitteln im  deutschen Arzneimittelrecht ein Wirksamkeitsnachweis gefordert werde. Glaeske stimmte dem zu, stellte aber fest, dass der Wirksamkeitsnachweis durch „Binnenkonsens“ „nicht den methodischen Anforderungen an einen Nachweis für die therapeutische Wirksamkeit und den therapeutischen Nutzen“ entspricht und er auch weiterhin erhebliche Zweifel am therapeutischen Nutzen homöopathischer Arzneien habe.
Große Beachtung fand in diesem Zusammenhang ein Beitrag von Jan Böhmermann in seiner Sendung Neo Magazin Royale, in dem sowohl das juristische Gebaren der Firma Hevert als auch die Homöopathie insgesamt kritisiert wurden. Böhmermann warf dem Unternehmen unter anderem vor, „Quatsch“ zu produzieren; Hersteller, die so täten, als würde Homöopathie wirklich wirken, bezeichnete er als „Hochstapler“ und „gewerbsmäßige Lügenbarone“. Während der Sendung erhöhte sich ein eingeblendeter Zähler bei jeder Wiederholung der Aussage, die Wirkung homöopathischer Präparate gehe nicht über den Placebo-Effekt hinaus, um die von Hevert in den Unterlassungserklärungen geforderte Summe. Gemäß Hevert wurden entgegen der Ankündigung „keine weiteren rechtlichen Schritte eingeleitet, weder gegen Frau Grams noch gegen Herrn Böhmermann“.
2019 wurde die Firma Hevert für ihre juristischen Schritte gegen Kritiker mit den Negativpreisen Der goldene Aluhut und „für den erstaunlichsten pseudowissenschaftlichen Unfug des Jahres“ mit dem Goldenen Brett vorm Kopf ausgezeichnet.